# توبياس فيستاميل
توبياس فيستاميل (بالألمانية: Tobias Feisthammel)‏ (22 فبراير 1988 برويتلينغن في ألمانيا - ) هو لاعب كرة قدم ألماني في مركز الدفاع. لعب مع ألمانيا آخن وبادربورن 07 ونادي دويسبورغ وفي إف بي شتوتغارت الثاني ونادي إلفرسبيرغ.

## وصلات خارجية
- توبياس فيستاميل على موقع قاعدة بيانات كرة القدم.إي يو (الإنجليزية)
- توبياس فيستاميل على موقع بيانات كرة القدم. دي إي (الألمانية)
- توبياس فيستاميل على موقع Soccerway.com (الإنجليزية)
- توبياس فيستاميل على موقع عالم كرة القدم.نت (الإنجليزية)